# Línguas hindi
As línguas hindi, também chamadas Madhya, se enquadram na zona central das línguas indo-arianas; e são um grupo de variantes (dialetos) do hindi, faladas no norte da Índia, que descendem do Prácrito de Madhya Pradesh. Aí se incluem as línguas oficiais da Índia e do Paquistão: o hindi e o urdu. A coerência desse grupo depende da classificação considerada. Aqui será apresentada somente a divisão entre o hindi ocidental e o oriental.

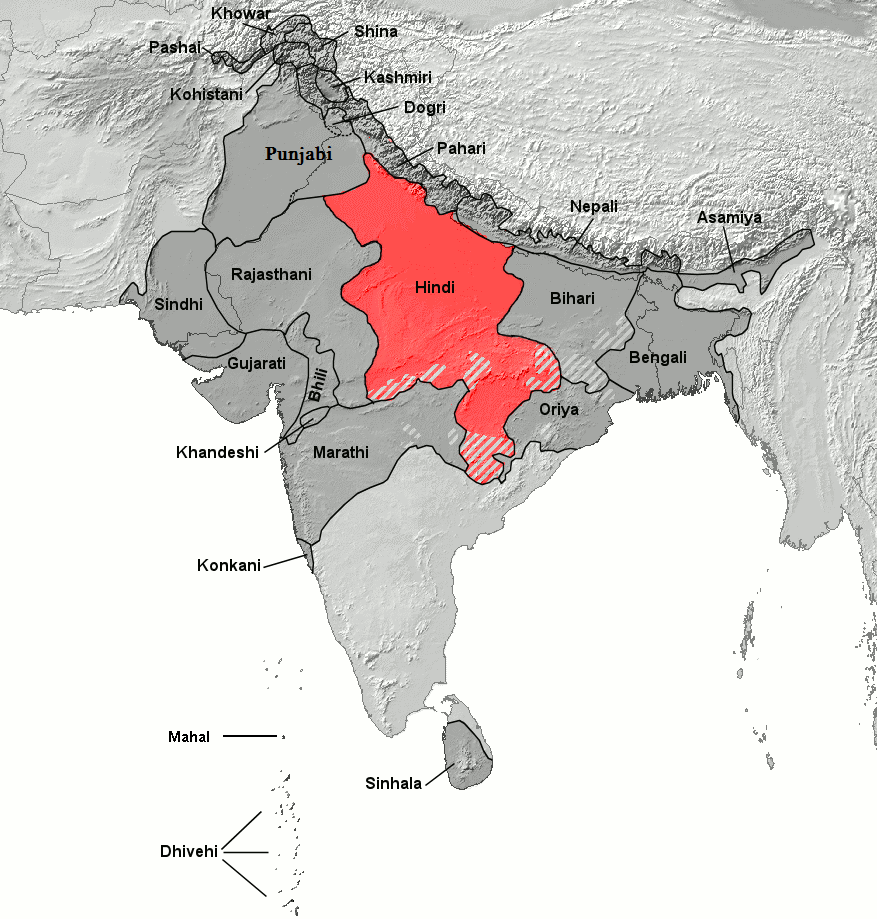
Localização das línguas hindi

## Línguas
Há um consenso de que, dentre os diversos dialetos hindi, podem ser considerados dois grupos: hindi ocidental e hindi oriental, sendo que o primeiro evoluiu da forma Apabhramsa do Ardhamagadhi.
1. Hindi Ocidental[3]
  - Braj Bhasha (Braj Bhasha, Brajbhakha), falado no oeste de Uttar Pradesh e em distritos adjacentes do Rajastão e Haryana.
  - Haryanvi (Bangaru), falado em Haryana e Delhi.
  - Bundeli (Bundelkhandi), falado no centro-oeste de Madhya Pradesh.
  - Kannauji, falado no centro-oeste de Uttar Pradesh.
  - Kauravi ou Hindustani Vernacular, falado ao norte e noroeste de Delhi.
  - Khari boli, o dialeto padrão, geralmente identificado com o núcleo básico gramatical do Kauravi (hindustani vernacular), mas com características de outros dialetos e línguas vizinhas, bem como com algumas línguas não Indo-Arianas, tais como persa. Esse dialeto forma a base do Hindustani (Hindi-Urdu), com o registro linguístico padrão do Hindi e do Urdu.
2. Hindi oriental
  - Awadhi, falado no norte e centro-norte de Uttar Pradesh e em Fiji (hindi fijiano).
  - Bagheli, falado no centro-norte de Madhya Pradesh, em Uttar Pradesh central.
  - Chattisgarhi, falado no sudeste de Madhya Pradesh e no norte e centro de Chattisgarh.

O Ethnologue considera bhaya, sansi, chamari, ghera e gowli como hindi ocidentais, sendo que o sansi é muito próximo ao hindi-urdu padrão.
Essa análise acima exclui certas variantes por vezes reivindicadas como hindi, tais como as línguas biaris, a língua rajastani e as línguas paharis. Assim, o hindi propriamente dito as inclui.

### Uso em áreas não hindi
- Urdu é a língua oficial do Paquistão e universal em uso como segunda língua, embora seja a língua nativa de somente 7% da população.
- O Hindi Bambaiya, dialeto da cidade de Mumbai, se baseia no hindustani, mas é muito influenciado pelad línguas marata e guzerate. É tecnicamente um pidgin, não sendo língua nativa de ninguém, nem sendo usado pelas classes mais cultas ou mais ricas. É muito usado pelo cinema hindi (Bollywood, cuja base fica em Mumbai.
- Dakhni, um dialeto urdu falado em Hyderabad, Andhra Pradesh.
- Kalkatiya Hindi, um pidgin baseado no Khariboli-based, pidgin falado em Calcutá (Kolkata), Shillong, entre outros, sendo muito influenciado pelo boiapuri e pelo bengali.